# 小関翔太
小関 翔太（こせき しょうた、1991年9月6日 - ）は、福岡県北九州市出身の元プロ野球選手（捕手）。

## 経歴

### プロ入り前
小学校2年時に「横代ライオンズクラブ」でソフトボールを始める。中学時代は硬式のボーイズリーグ「小倉バディーズ」に所属し、2年時に三塁手として全国大会に出場。3年時から捕手を始める。
東筑紫学園高等学校入学後は捕手に専念し、1年夏からベンチ入りし、同秋からレギュラーに。3年夏は打率2割にとどまりチームも5回戦敗退。福岡県の同学年には九州国際大学付属高校の河野元貴、福岡工大城東高校の梅野隆太郎と好捕手がおり、しのぎを削った。特に河野とは幼稚園が一緒だったという。高校2年夏から中軸を担い、高校通算30本塁打。
2009年プロ野球ドラフト会議にて東北楽天ゴールデンイーグルスに3巡目にて指名される。

### プロ入り後
2010年は、イースタン・リーグ公式戦17試合の出場で、打率.154。2011年は、34試合の出場で、打率.230を記録。本塁打を1本放った。
2013年までは、一軍公式戦への出場機会がなかった。しかし、チームの日本シリーズ初制覇によって進出した同年のアジアシリーズで、開催国・台湾への遠征メンバーに抜擢。チームの準決勝進出がかかった同月17日の予選リーグB組・キャンベラ・キャバルリー（オーストラリア）戦では、事実上の一軍デビュー戦としてスタメンマスクを任された。この試合では、2回表1死満塁で迎えた打席で走者一掃の先制三塁打を放つなど、チームの勝利および予選リーグの1位通過に貢献。試合のMVPにも選ばれている。
2014年には、入団後初めて一軍の春季キャンプに参加。キャンプ後のオープン戦でも一軍への帯同を続け、公式戦の開幕を初めて一軍で迎えた。4月2日のオリックス戦（コボスタ宮城）では、9回表の守備で一軍デビュー。同月4日に同球場で開催のソフトバンク戦では、前日のオリックス戦で負傷した正捕手・嶋基宏に代わる捕手として、一軍公式戦で初めてスタメン起用された。4月30日に二軍降格したが、5月15日に一軍へ再昇格。セ・パ交流戦期間中の同月25日には、イースタン・リーグの公式戦でバッテリーを組んだ経験のある新外国人投手のトラビス・ブラックリーと共に、ヤクルト戦へ先発で出場した。この試合では、1回表の第1打席で適時打を放って一軍初打点を記録。守備でも、一軍公式戦来日初登板・初先発になったブラックリーに初勝利をもたらす好リードを見せた。
2015年にも開幕一軍に選ばれたが、出場機会がなく、4月17日に抹消。再び一軍に戻ってくると、嶋基宏の骨折や伊志嶺忠の肉離れもあり、スタメンでの出場機会が増えていく。7月7日のソフトバンク戦では、武田翔太からプロ入り初本塁打をマークした。その後は嶋の復帰、伊志嶺の打撃が好調だったこともあり、出場機会も減り9月17日に登録抹消された。
2016年は足立祐一の台頭があり7試合の出場にとどまった。
2017年はキャンプ直前に昨シーズンに疲労骨折した左足甲の手術を行った。二軍でも出場は無く、10月28日に球団から戦力外通告を受けた。
2018年から、社会人野球の新日鐵住金かずさマジックに加入してプレーすることとなった（所属は日鉄住金環境）。

## 選手としての特徴
二塁送球1.8秒、コントロールの良い軌道の安定した送球で、高校時代での盗塁阻止率は9割超。

## 詳細情報

### 年度別打撃成績
| 年 度     | 球 団     | 試 合 | 打 席 | 打 数 | 得 点 | 安 打 | 二 塁 打 | 三 塁 打 | 本 塁 打 | 塁 打 | 打 点 | 盗 塁 | 盗 塁 死 | 犠 打 | 犠 飛 | 四 球 | 敬 遠 | 死 球 | 三 振 | 併 殺 打 | 打 率 | 出 塁 率 | 長 打 率 | O P S |
| --------- | --------- | ----- | ----- | ----- | ----- | ----- | -------- | -------- | -------- | ----- | ----- | ----- | -------- | ----- | ----- | ----- | ----- | ----- | ----- | -------- | ----- | -------- | -------- | ----- |
| 2014      | 楽天      | 53    | 111   | 99    | 6     | 15    | 5        | 0        | 0        | 20    | 5     | 0     | 0        | 11    | 0     | 0     | 0     | 1     | 31    | 1        | .152  | .160     | .202     | .362  |
| 2015      | 楽天      | 40    | 78    | 68    | 6     | 11    | 1        | 0        | 1        | 15    | 5     | 0     | 1        | 6     | 0     | 3     | 0     | 1     | 12    | 3        | .162  | .208     | .221     | .429  |
| 2016      | 楽天      | 7     | 9     | 7     | 0     | 0     | 0        | 0        | 0        | 0     | 0     | 0     | 0        | 1     | 0     | 1     | 0     | 0     | 3     | 0        | .000  | .125     | .000     | .125  |
| 通算：3年 | 通算：3年 | 100   | 198   | 174   | 12    | 26    | 6        | 0        | 1        | 35    | 10    | 0     | 1        | 18    | 0     | 4     | 0     | 2     | 46    | 4        | .149  | .178     | .201     | .379  |

### 年度別守備成績
| 年 度 | 球 団 | 捕手  | 捕手  | 捕手  | 捕手  | 捕手  | 捕手     | 捕手  | 捕手     | 捕手     | 捕手     | 捕手     |
| 年 度 | 球 団 | 試 合 | 刺 殺 | 補 殺 | 失 策 | 併 殺 | 守 備 率 | 捕 逸 | 企 図 数 | 許 盗 塁 | 盗 塁 刺 | 阻 止 率 |
| ----- | ----- | ----- | ----- | ----- | ----- | ----- | -------- | ----- | -------- | -------- | -------- | -------- |
| 2014  | 楽天  | 53    | 239   | 15    | 5     | 2     | .981     | 3     | 27       | 25       | 2        | .074     |
| 2015  | 楽天  | 40    | 193   | 20    | 1     | 3     | .995     | 2     | 30       | 21       | 9        | .300     |
| 2016  | 楽天  | 7     | 17    | 0     | 1     | 0     | .944     | 0     | 4        | 4        | 0        | .000     |
| 通算  | 通算  | 100   | 449   | 35    | 7     | 5     | .988     | 5     | 61       | 50       | 11       | ,193     |

### 記録
- 初出場：2014年4月2日、対オリックス・バファローズ2回戦（Koboスタジアム宮城）、9回表に捕手で出場
- 初先発出場：2014年4月4日、対福岡ソフトバンクホークス1回戦（Koboスタジアム宮城）、8番・捕手で先発出場
- 初打席：同上、2回裏に攝津正から空振り三振
- 初安打：2014年4月5日、対福岡ソフトバンクホークス2回戦（Koboスタジアム宮城）、3回裏に中田賢一から右線二塁打
- 初打点：2014年5月25日、対東京ヤクルトスワローズ1回戦（明治神宮球場）、2回表に八木亮祐から左前適時打
- 初本塁打：2015年7月7日、対福岡ソフトバンクホークス10回戦（ヤフオクドーム）、5回表に武田翔太から左越ソロ ※ギャビー・サンチェスと連続打者本塁打

### 背番号
- 29 （2010年 - 2017年）

### 登場曲
- 『And I Love You So』　AK-69（2010年 - 2011年）
- 『CUT SOLO feat. HI-D』　AK-69（2012年）
- 『3090～愛のうた～』LGMonkees（2013年 - 2017年）